# Saint-Baudel
Saint-Baudel är en kommun i departementet Cher i regionen Centre-Val de Loire i de centrala delarna av Frankrike. Kommunen ligger  i kantonen Lignières som tillhör arrondissementet Saint-Amand-Montrond. År 2022 hade Saint-Baudel 251 invånare.

## Befolkningsutveckling
Antalet invånare i kommunen Saint-Baudel
Referens:INSEE